# ۱۱۶۵ (خورشیدی)
۱۱۶۵ هزار و صد و شصت و پنجمین سال هجری خورشیدی است.

## رویدادها
تا سدهٔ دوازدهم خورشیدی کسی از وجود خانوادهٔ زبان‌های هندواروپایی باخبر نبود تا اینکه ویلیام جونز زبان‌شناس و خاورشناس انگلیسی این خانوادهٔ زبانی را کشف کرد. وی در همین سال اعلام کرد: «سنسکریت و یونانی و لاتینی از اصلی که شاید اکنون وجود ندارد، منشعب شده‌اند ... و امکان دارد که زبان‌های آلمانی و سلتی و فارسی از همان اصلی منشعب شده باشند  که سنسکریت از آن منشعب شده است.»